# Grand River (Oklahoma)

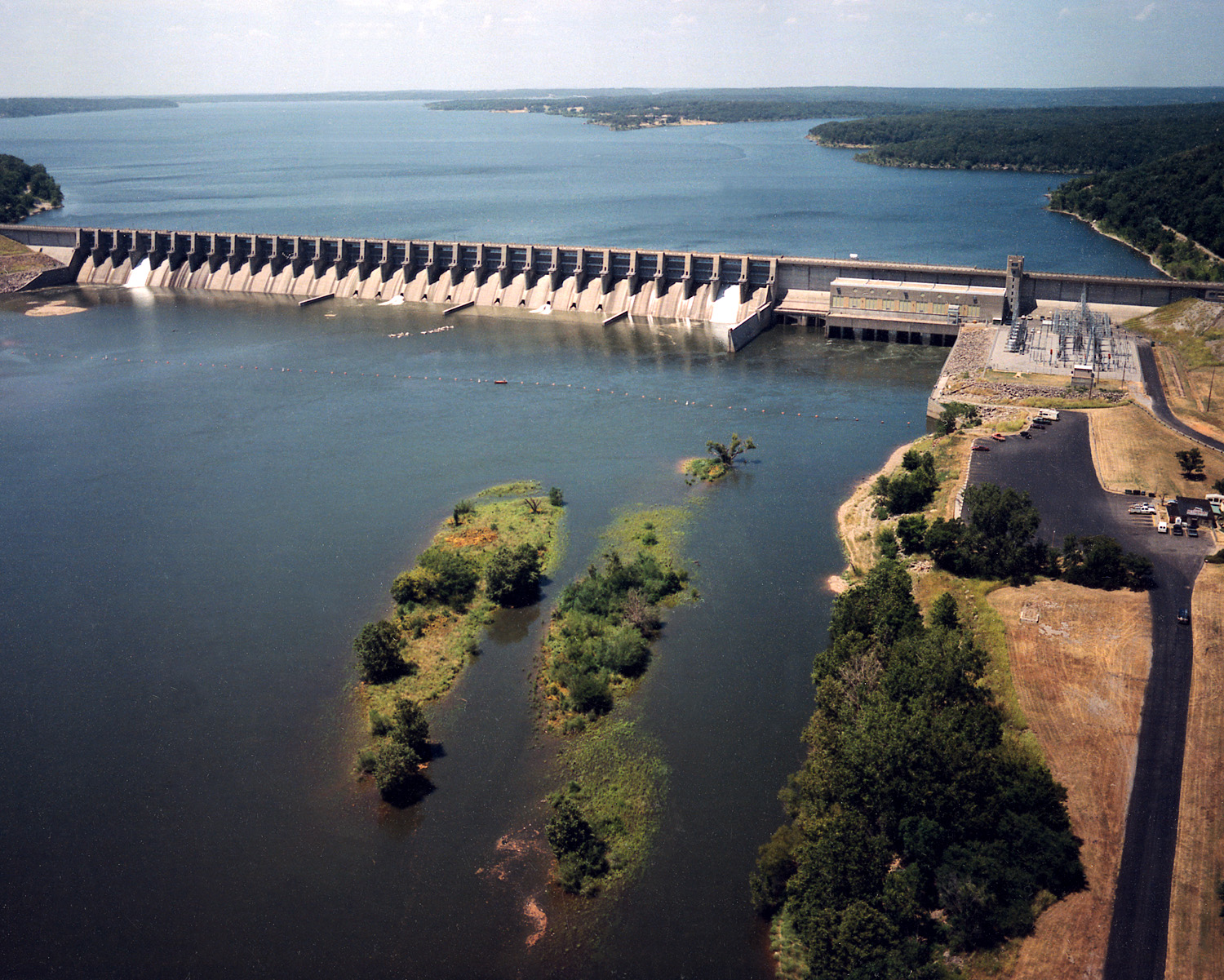
Fort Gibson Reservoir met stuwdam

De Grand River is een rivier in het noordoosten van de Amerikaanse staat Oklahoma. De rivier begint op het punt waar de Neosho en de Spring River elkaar ontmoeten en mondt nabij Muskogee uit in de Arkansas. De Grand River wordt ook wel als onderdeel van de Neosho beschouwd.
Er liggen drie stuwmeren in de rivier: Grand Lake o' the Cherokees, Lake Hudson en Fort Gibson Reservoir. Deze worden beheerd door de Grand River Dam Authority.